# Tour de Japón 2018
La 21.ª edición del Tour de Japón se celebró entre 20 al 27 de mayo de 2018 en Japón con inicio en la ciudad de Sakai y final en la ciudad de Tokio. El recorrido consistió de un prólogo y 7 etapas sobre una distancia total de 764 km.
La carrera hizo parte del UCI Asia Tour 2018 bajo la categoría 2.1 y fue ganada por el ciclista español Marcos García del equipo Kinan. El podio lo completaron el ciclista esloveno Grega Bole del equipo Bahrain Merida y el ciclista austriaco Hermann Pernsteiner del equipo Bahrain Merida.

## Equipos participantes
Tomaron parte en la carrera 16 equipos de los cuales 1 es de categoría UCI WorldTeam, 2 de categoría Profesional Continental, 12 de categoría Continental y la sección nacional de Japón quienes formaron un pelotón de 94 ciclistas de los cuales 71 terminaron la carrera.
| WorldTeam- Bahrain-Merida Equipos continentales profesionales (2)- Israel Cycling Academy - Nippo-Vini Fantini-Europa Ovini Equipos continentales (12)- Aisan Racing Team - Bennelong-SwissWellness-Cervélo - Bridgestone Anchor - HKSI Pro Cycling Team - Illuminate - JLT Condor - Kinan Cycling Team - LX Cycling Team - Matrix Powertag - Shimano Racing Team - Team Ukyo - Utsunomiya Blitzen Equipo nacional- Japón |
| |

## Recorrido
| Etapa     | Fecha     | Recorrido         | type                    | Distancia (km) | Ganador         | Líder         |
| --------- | --------- | ----------------- | ----------------------- | -------------- | --------------- | ------------- |
| Prólogo   | 20 de may | Sakai – Sakai     | contrarreloj individual | 2,6            | Ian Bibby       | Ian Bibby     |
| 1.ª etapa | 21 de may | Kioto – Kioto     | etapa de media montaña  | 105            | Takeaki Amezawa | Grega Bole    |
| 2.ª etapa | 22 de may | Inabe – Inabe     | etapa de media montaña  | 127            | Grega Bole      | Grega Bole    |
| 3.ª etapa | 23 de may | Mino – Mino       | etapa escarpada         | 139,4          | Mihkel Räim     | Grega Bole    |
| 4.ª etapa | 24 de may | Iida – Iida       | etapa escarpada         | 123,6          | Thomas Lebas    | Thomas Lebas  |
| 5.ª etapa | 25 de may | Fuji – Monte Fuji | etapa de montaña        | 32,9           | Marcos García   | Marcos García |
| 6.ª etapa | 26 de may | Izu – Izu         | etapa escarpada         | 120,8          | Grega Bole      | Marcos García |
| 7.ª etapa | 27 de may | Hibiya – Tokio    | etapa llana             | 112,7          | Martin Laas     | Marcos García |

## Desarrollo de la carrera

### Prólogo
| Sakai - Sakai | contrarreloj individual | (2,6 km) |

| \| Clasificación de la etapa \| Clasificación de la etapa \| Clasificación de la etapa \| Clasificación de la etapa \| Clasificación de la etapa \| \| Ciclista \| Ciclista \| Equipo \| Tiempo \| \| \| ------------------------- \| ------------------------- \| ------------------------------- \| ------------------------- \| ------------------------- \| \| 1.º \| Ian Bibby \| JLT Condor \| 3 min 12 s \| \| \| 2.º \| Marco Canola \| Nippo-Vini Fantini-Europa Ovini \| + 1 s \| \| \| 3.º \| Oliver Wood \| JLT Condor \| + 1 s \| \| \| 4.º \| Mihkel Räim \| Israel Cycling Academy \| + 1 s \| \| \| 5.º \| Atsushi Oka \| Utsunomiya Blitzen \| + 1 s \| \| \| 6.º \| Cameron Piper \| Illuminate \| + 2 s \| \| \| 7.º \| Grega Bole \| Bahrain-Merida \| + 2 s \| \| \| 8.º \| Anthony Giacoppo \| Bennelong-SwissWellness-Cervélo \| + 2 s \| \| \| 9.º \| Tyler Williams \| Israel Cycling Academy \| + 2 s \| \| \| 10.º \| Raymond Kreder \| Team Ukyo \| + 2 s \| \| |                  |                                 |            |
| |                  |                                 |            |
| Fuente: ProCyclingStats |                  |                                 |            |
| Clasificación de la etapa |                  |                                 |            |
| Ciclista | Ciclista         | Equipo                          | Tiempo     |
| 1.º | Ian Bibby        | JLT Condor                      | 3 min 12 s |
| 2.º | Marco Canola     | Nippo-Vini Fantini-Europa Ovini | + 1 s      |
| 3.º | Oliver Wood      | JLT Condor                      | + 1 s      |
| 4.º | Mihkel Räim      | Israel Cycling Academy          | + 1 s      |
| 5.º | Atsushi Oka      | Utsunomiya Blitzen              | + 1 s      |
| 6.º | Cameron Piper    | Illuminate                      | + 2 s      |
| 7.º | Grega Bole       | Bahrain-Merida                  | + 2 s      |
| 8.º | Anthony Giacoppo | Bennelong-SwissWellness-Cervélo | + 2 s      |
| 9.º | Tyler Williams   | Israel Cycling Academy          | + 2 s      |
| 10.º | Raymond Kreder   | Team Ukyo                       | + 2 s      |

| \| Clasificación general \| Clasificación general \| Clasificación general \| Clasificación general \| Clasificación general \| \| Ciclista \| Ciclista \| Equipo \| Tiempo \| \| \| --------------------- \| --------------------- \| ------------------------------- \| --------------------- \| --------------------- \| \| 1.º \| Ian Bibby \| JLT Condor \| 3 min 12 s \| \| \| 2.º \| Marco Canola \| Nippo-Vini Fantini-Europa Ovini \| + 1 s \| \| \| 3.º \| Oliver Wood \| JLT Condor \| + 1 s \| \| \| 4.º \| Mihkel Räim \| Israel Cycling Academy \| + 1 s \| \| \| 5.º \| Atsushi Oka \| Utsunomiya Blitzen \| + 1 s \| \| \| 6.º \| Cameron Piper \| Illuminate \| + 2 s \| \| \| 7.º \| Grega Bole \| Bahrain-Merida \| + 2 s \| \| \| 8.º \| Anthony Giacoppo \| Bennelong-SwissWellness-Cervélo \| + 2 s \| \| \| 9.º \| Tyler Williams \| Israel Cycling Academy \| + 2 s \| \| \| 10.º \| Raymond Kreder \| Team Ukyo \| + 2 s \| \| |                  |                                 |            |
| |                  |                                 |            |
| Fuente: ProCyclingStats |                  |                                 |            |
| Clasificación general |                  |                                 |            |
| Ciclista | Ciclista         | Equipo                          | Tiempo     |
| 1.º | Ian Bibby        | JLT Condor                      | 3 min 12 s |
| 2.º | Marco Canola     | Nippo-Vini Fantini-Europa Ovini | + 1 s      |
| 3.º | Oliver Wood      | JLT Condor                      | + 1 s      |
| 4.º | Mihkel Räim      | Israel Cycling Academy          | + 1 s      |
| 5.º | Atsushi Oka      | Utsunomiya Blitzen              | + 1 s      |
| 6.º | Cameron Piper    | Illuminate                      | + 2 s      |
| 7.º | Grega Bole       | Bahrain-Merida                  | + 2 s      |
| 8.º | Anthony Giacoppo | Bennelong-SwissWellness-Cervélo | + 2 s      |
| 9.º | Tyler Williams   | Israel Cycling Academy          | + 2 s      |
| 10.º | Raymond Kreder   | Team Ukyo                       | + 2 s      |

### 1.ª etapa
| Kioto - Kioto | etapa de media montaña | (105 km) |

| \| Clasificación de la etapa \| Clasificación de la etapa \| Clasificación de la etapa \| Clasificación de la etapa \| Clasificación de la etapa \| \| Ciclista \| Ciclista \| Equipo \| Tiempo \| \| \| ------------------------- \| ------------------------- \| ------------------------------- \| ------------------------- \| ------------------------- \| \| 1.º \| Takeaki Amezawa \| Utsunomiya Blitzen \| 2 h 49 min 29 s \| \| \| 2.º \| Grega Bole \| Bahrain-Merida \| + 0 s \| \| \| 3.º \| Marco Canola \| Nippo-Vini Fantini-Europa Ovini \| + 0 s \| \| \| 4.º \| Raymond Kreder \| Team Ukyo \| + 0 s \| \| \| 5.º \| Oliver Wood \| JLT Condor \| + 0 s \| \| \| 6.º \| Mihkel Räim \| Israel Cycling Academy \| + 0 s \| \| \| 7.º \| Robbie Hucker \| Team Ukyo \| + 0 s \| \| \| 8.º \| Simone Ponzi \| Nippo-Vini Fantini-Europa Ovini \| + 0 s \| \| \| 9.º \| Yukiya Arashiro \| Bahrain-Merida \| + 0 s \| \| \| 10.º \| Thomas Lebas \| Kinan Cycling Team \| + 0 s \| \| |                 |                                 |                 |
| |                 |                                 |                 |
| Fuente: ProCyclingStats |                 |                                 |                 |
| Clasificación de la etapa |                 |                                 |                 |
| Ciclista | Ciclista        | Equipo                          | Tiempo          |
| 1.º | Takeaki Amezawa | Utsunomiya Blitzen              | 2 h 49 min 29 s |
| 2.º | Grega Bole      | Bahrain-Merida                  | + 0 s           |
| 3.º | Marco Canola    | Nippo-Vini Fantini-Europa Ovini | + 0 s           |
| 4.º | Raymond Kreder  | Team Ukyo                       | + 0 s           |
| 5.º | Oliver Wood     | JLT Condor                      | + 0 s           |
| 6.º | Mihkel Räim     | Israel Cycling Academy          | + 0 s           |
| 7.º | Robbie Hucker   | Team Ukyo                       | + 0 s           |
| 8.º | Simone Ponzi    | Nippo-Vini Fantini-Europa Ovini | + 0 s           |
| 9.º | Yukiya Arashiro | Bahrain-Merida                  | + 0 s           |
| 10.º | Thomas Lebas    | Kinan Cycling Team              | + 0 s           |

| \| Clasificación general \| Clasificación general \| Clasificación general \| Clasificación general \| Clasificación general \| \| Ciclista \| Ciclista \| Equipo \| Tiempo \| \| \| --------------------- \| --------------------- \| ------------------------------- \| --------------------- \| --------------------- \| \| 1.º \| Grega Bole \| Bahrain-Merida \| 2 h 52 min 37 s \| \| \| 2.º \| Marco Canola \| Nippo-Vini Fantini-Europa Ovini \| + 1 s \| \| \| 3.º \| Ian Bibby \| JLT Condor \| + 4 s \| \| \| 4.º \| Oliver Wood \| JLT Condor \| + 5 s \| \| \| 5.º \| Mihkel Räim \| Israel Cycling Academy \| + 5 s \| \| \| 6.º \| Atsushi Oka \| Utsunomiya Blitzen \| + 5 s \| \| \| 7.º \| Raymond Kreder \| Team Ukyo \| + 6 s \| \| \| 8.º \| Sam Crome \| Bennelong-SwissWellness-Cervélo \| + 7 s \| \| \| 9.º \| Cameron Bayly \| Bennelong-SwissWellness-Cervélo \| + 7 s \| \| \| 10.º \| Robbie Hucker \| Team Ukyo \| + 7 s \| \| |                |                                 |                 |
| |                |                                 |                 |
| Fuente: ProCyclingStats |                |                                 |                 |
| Clasificación general |                |                                 |                 |
| Ciclista | Ciclista       | Equipo                          | Tiempo          |
| 1.º | Grega Bole     | Bahrain-Merida                  | 2 h 52 min 37 s |
| 2.º | Marco Canola   | Nippo-Vini Fantini-Europa Ovini | + 1 s           |
| 3.º | Ian Bibby      | JLT Condor                      | + 4 s           |
| 4.º | Oliver Wood    | JLT Condor                      | + 5 s           |
| 5.º | Mihkel Räim    | Israel Cycling Academy          | + 5 s           |
| 6.º | Atsushi Oka    | Utsunomiya Blitzen              | + 5 s           |
| 7.º | Raymond Kreder | Team Ukyo                       | + 6 s           |
| 8.º | Sam Crome      | Bennelong-SwissWellness-Cervélo | + 7 s           |
| 9.º | Cameron Bayly  | Bennelong-SwissWellness-Cervélo | + 7 s           |
| 10.º | Robbie Hucker  | Team Ukyo                       | + 7 s           |

### 2.ª etapa
| Inabe - Inabe | etapa de media montaña | (127 km) |

| \| Clasificación de la etapa \| Clasificación de la etapa \| Clasificación de la etapa \| Clasificación de la etapa \| Clasificación de la etapa \| \| Ciclista \| Ciclista \| Equipo \| Tiempo \| \| \| ------------------------- \| ------------------------- \| ------------------------------- \| ------------------------- \| ------------------------- \| \| 1.º \| Grega Bole \| Bahrain-Merida \| 3 h 11 min 57 s \| \| \| 2.º \| Marco Canola \| Nippo-Vini Fantini-Europa Ovini \| + 0 s \| \| \| 3.º \| Ian Bibby \| JLT Condor \| + 0 s \| \| \| 4.º \| Kazushige Kuboki \| Bridgestone \| + 0 s \| \| \| 5.º \| Sam Crome \| Bennelong-SwissWellness-Cervélo \| + 0 s \| \| \| 6.º \| Thomas Lebas \| Kinan Cycling Team \| + 3 s \| \| \| 7.º \| Marcos García \| Kinan Cycling Team \| + 3 s \| \| \| 8.º \| Mihkel Räim \| Israel Cycling Academy \| + 3 s \| \| \| 9.º \| Hideto Nakane \| Nippo-Vini Fantini-Europa Ovini \| + 3 s \| \| \| 10.º \| Benjamín Prades \| Team Ukyo \| + 3 s \| \| |                  |                                 |                 |
| |                  |                                 |                 |
| Fuente: ProCyclingStats |                  |                                 |                 |
| Clasificación de la etapa |                  |                                 |                 |
| Ciclista | Ciclista         | Equipo                          | Tiempo          |
| 1.º | Grega Bole       | Bahrain-Merida                  | 3 h 11 min 57 s |
| 2.º | Marco Canola     | Nippo-Vini Fantini-Europa Ovini | + 0 s           |
| 3.º | Ian Bibby        | JLT Condor                      | + 0 s           |
| 4.º | Kazushige Kuboki | Bridgestone                     | + 0 s           |
| 5.º | Sam Crome        | Bennelong-SwissWellness-Cervélo | + 0 s           |
| 6.º | Thomas Lebas     | Kinan Cycling Team              | + 3 s           |
| 7.º | Marcos García    | Kinan Cycling Team              | + 3 s           |
| 8.º | Mihkel Räim      | Israel Cycling Academy          | + 3 s           |
| 9.º | Hideto Nakane    | Nippo-Vini Fantini-Europa Ovini | + 3 s           |
| 10.º | Benjamín Prades  | Team Ukyo                       | + 3 s           |

| \| Clasificación general \| Clasificación general \| Clasificación general \| Clasificación general \| Clasificación general \| \| Ciclista \| Ciclista \| Equipo \| Tiempo \| \| \| --------------------- \| --------------------- \| ------------------------------- \| --------------------- \| --------------------- \| \| 1.º \| Grega Bole \| Bahrain-Merida \| 6 h 04 min 24 s \| \| \| 2.º \| Marco Canola \| Nippo-Vini Fantini-Europa Ovini \| + 5 s \| \| \| 3.º \| Ian Bibby \| JLT Condor \| + 9 s \| \| \| 4.º \| Sam Crome \| Bennelong-SwissWellness-Cervélo \| + 17 s \| \| \| 5.º \| Atsushi Oka \| Utsunomiya Blitzen \| + 17 s \| \| \| 6.º \| Mihkel Räim \| Israel Cycling Academy \| + 18 s \| \| \| 7.º \| Robbie Hucker \| Team Ukyo \| + 20 s \| \| \| 8.º \| Benjamín Prades \| Team Ukyo \| + 23 s \| \| \| 9.º \| Hideto Nakane \| Nippo-Vini Fantini-Europa Ovini \| + 26 s \| \| \| 10.º \| Marcos García \| Kinan Cycling Team \| + 26 s \| \| |                 |                                 |                 |
| |                 |                                 |                 |
| Fuente: ProCyclingStats |                 |                                 |                 |
| Clasificación general |                 |                                 |                 |
| Ciclista | Ciclista        | Equipo                          | Tiempo          |
| 1.º | Grega Bole      | Bahrain-Merida                  | 6 h 04 min 24 s |
| 2.º | Marco Canola    | Nippo-Vini Fantini-Europa Ovini | + 5 s           |
| 3.º | Ian Bibby       | JLT Condor                      | + 9 s           |
| 4.º | Sam Crome       | Bennelong-SwissWellness-Cervélo | + 17 s          |
| 5.º | Atsushi Oka     | Utsunomiya Blitzen              | + 17 s          |
| 6.º | Mihkel Räim     | Israel Cycling Academy          | + 18 s          |
| 7.º | Robbie Hucker   | Team Ukyo                       | + 20 s          |
| 8.º | Benjamín Prades | Team Ukyo                       | + 23 s          |
| 9.º | Hideto Nakane   | Nippo-Vini Fantini-Europa Ovini | + 26 s          |
| 10.º | Marcos García   | Kinan Cycling Team              | + 26 s          |

### 3.ª etapa
| Mino - Mino | etapa escarpada | (139,4 km) |

| \| Clasificación de la etapa \| Clasificación de la etapa \| Clasificación de la etapa \| Clasificación de la etapa \| Clasificación de la etapa \| \| Ciclista \| Ciclista \| Equipo \| Tiempo \| \| \| ------------------------- \| ------------------------- \| ------------------------------- \| ------------------------- \| ------------------------- \| \| 1.º \| Mihkel Räim \| Israel Cycling Academy \| 3 h 23 min 59 s \| \| \| 2.º \| Raymond Kreder \| Team Ukyo \| + 0 s \| \| \| 3.º \| Martin Laas \| Illuminate \| + 0 s \| \| \| 4.º \| Jin Okubo \| Bridgestone \| + 0 s \| \| \| 5.º \| Kazushige Kuboki \| Bridgestone \| + 0 s \| \| \| 6.º \| Marco Canola \| Nippo-Vini Fantini-Europa Ovini \| + 0 s \| \| \| 7.º \| Grega Bole \| Bahrain-Merida \| + 0 s \| \| \| 8.º \| Anthony Giacoppo \| Bennelong-SwissWellness-Cervélo \| + 0 s \| \| \| 9.º \| Park Sang-hong \| LX Cycling Team \| + 0 s \| \| \| 10.º \| Atsushi Oka \| Utsunomiya Blitzen \| + 0 s \| \| |                  |                                 |                 |
| |                  |                                 |                 |
| Fuente: ProCyclingStats |                  |                                 |                 |
| Clasificación de la etapa |                  |                                 |                 |
| Ciclista | Ciclista         | Equipo                          | Tiempo          |
| 1.º | Mihkel Räim      | Israel Cycling Academy          | 3 h 23 min 59 s |
| 2.º | Raymond Kreder   | Team Ukyo                       | + 0 s           |
| 3.º | Martin Laas      | Illuminate                      | + 0 s           |
| 4.º | Jin Okubo        | Bridgestone                     | + 0 s           |
| 5.º | Kazushige Kuboki | Bridgestone                     | + 0 s           |
| 6.º | Marco Canola     | Nippo-Vini Fantini-Europa Ovini | + 0 s           |
| 7.º | Grega Bole       | Bahrain-Merida                  | + 0 s           |
| 8.º | Anthony Giacoppo | Bennelong-SwissWellness-Cervélo | + 0 s           |
| 9.º | Park Sang-hong   | LX Cycling Team                 | + 0 s           |
| 10.º | Atsushi Oka      | Utsunomiya Blitzen              | + 0 s           |

| \| Clasificación general \| Clasificación general \| Clasificación general \| Clasificación general \| Clasificación general \| \| Ciclista \| Ciclista \| Equipo \| Tiempo \| \| \| --------------------- \| --------------------- \| ------------------------------- \| --------------------- \| --------------------- \| \| 1.º \| Grega Bole \| Bahrain-Merida \| 9 h 28 min 23 s \| \| \| 2.º \| Marco Canola \| Nippo-Vini Fantini-Europa Ovini \| + 5 s \| \| \| 3.º \| Mihkel Räim \| Israel Cycling Academy \| + 8 s \| \| \| 4.º \| Ian Bibby \| JLT Condor \| + 9 s \| \| \| 5.º \| Sam Crome \| Bennelong-SwissWellness-Cervélo \| + 17 s \| \| \| 6.º \| Atsushi Oka \| Utsunomiya Blitzen \| + 17 s \| \| \| 7.º \| Robbie Hucker \| Team Ukyo \| + 20 s \| \| \| 8.º \| Benjamín Prades \| Team Ukyo \| + 23 s \| \| \| 9.º \| Hideto Nakane \| Nippo-Vini Fantini-Europa Ovini \| + 26 s \| \| \| 10.º \| Marcos García \| Kinan Cycling Team \| + 26 s \| \| |                 |                                 |                 |
| |                 |                                 |                 |
| Fuente: ProCyclingStats |                 |                                 |                 |
| Clasificación general |                 |                                 |                 |
| Ciclista | Ciclista        | Equipo                          | Tiempo          |
| 1.º | Grega Bole      | Bahrain-Merida                  | 9 h 28 min 23 s |
| 2.º | Marco Canola    | Nippo-Vini Fantini-Europa Ovini | + 5 s           |
| 3.º | Mihkel Räim     | Israel Cycling Academy          | + 8 s           |
| 4.º | Ian Bibby       | JLT Condor                      | + 9 s           |
| 5.º | Sam Crome       | Bennelong-SwissWellness-Cervélo | + 17 s          |
| 6.º | Atsushi Oka     | Utsunomiya Blitzen              | + 17 s          |
| 7.º | Robbie Hucker   | Team Ukyo                       | + 20 s          |
| 8.º | Benjamín Prades | Team Ukyo                       | + 23 s          |
| 9.º | Hideto Nakane   | Nippo-Vini Fantini-Europa Ovini | + 26 s          |
| 10.º | Marcos García   | Kinan Cycling Team              | + 26 s          |

### 4.ª etapa
| Iida - Iida | etapa escarpada | (123,6 km) |

| \| Clasificación de la etapa \| Clasificación de la etapa \| Clasificación de la etapa \| Clasificación de la etapa \| Clasificación de la etapa \| \| Ciclista \| Ciclista \| Equipo \| Tiempo \| \| \| ------------------------- \| ------------------------- \| ------------------------------- \| ------------------------- \| ------------------------- \| \| 1.º \| Thomas Lebas \| Kinan Cycling Team \| 3 h 13 min 35 s \| \| \| 2.º \| Camilo Castiblanco \| Illuminate \| + 0 s \| \| \| 3.º \| Dylan Sunderland \| Bennelong-SwissWellness-Cervélo \| + 20 s \| \| \| 4.º \| Grega Bole \| Bahrain-Merida \| + 1 min 19 s \| \| \| 5.º \| Marco Canola \| Nippo-Vini Fantini-Europa Ovini \| + 1 min 19 s \| \| \| 6.º \| Kazushige Kuboki \| Bridgestone \| + 1 min 19 s \| \| \| 7.º \| Salvador Guardiola \| Kinan Cycling Team \| + 1 min 19 s \| \| \| 8.º \| Kota Yokoyama \| Shimano Racing Team \| + 1 min 19 s \| \| \| 9.º \| Cameron Piper \| Illuminate \| + 1 min 19 s \| \| \| 10.º \| Hideto Nakane \| Nippo-Vini Fantini-Europa Ovini \| + 1 min 19 s \| \| |                    |                                 |                 |
| |                    |                                 |                 |
| Fuente: ProCyclingStats |                    |                                 |                 |
| Clasificación de la etapa |                    |                                 |                 |
| Ciclista | Ciclista           | Equipo                          | Tiempo          |
| 1.º | Thomas Lebas       | Kinan Cycling Team              | 3 h 13 min 35 s |
| 2.º | Camilo Castiblanco | Illuminate                      | + 0 s           |
| 3.º | Dylan Sunderland   | Bennelong-SwissWellness-Cervélo | + 20 s          |
| 4.º | Grega Bole         | Bahrain-Merida                  | + 1 min 19 s    |
| 5.º | Marco Canola       | Nippo-Vini Fantini-Europa Ovini | + 1 min 19 s    |
| 6.º | Kazushige Kuboki   | Bridgestone                     | + 1 min 19 s    |
| 7.º | Salvador Guardiola | Kinan Cycling Team              | + 1 min 19 s    |
| 8.º | Kota Yokoyama      | Shimano Racing Team             | + 1 min 19 s    |
| 9.º | Cameron Piper      | Illuminate                      | + 1 min 19 s    |
| 10.º | Hideto Nakane      | Nippo-Vini Fantini-Europa Ovini | + 1 min 19 s    |

| \| Clasificación general \| Clasificación general \| Clasificación general \| Clasificación general \| Clasificación general \| \| Ciclista \| Ciclista \| Equipo \| Tiempo \| \| \| --------------------- \| --------------------- \| ------------------------------- \| --------------------- \| --------------------- \| \| 1.º \| Thomas Lebas \| Kinan Cycling Team \| 12 h 42 min 16 s \| \| \| 2.º \| Grega Bole \| Bahrain-Merida \| + 1 min 01 s \| \| \| 3.º \| Marco Canola \| Nippo-Vini Fantini-Europa Ovini \| + 1 min 04 s \| \| \| 4.º \| Camilo Castiblanco \| Illuminate \| + 1 min 06 s \| \| \| 5.º \| Ian Bibby \| JLT Condor \| + 1 min 09 s \| \| \| 6.º \| Sam Crome \| Bennelong-SwissWellness-Cervélo \| + 1 min 18 s \| \| \| 7.º \| Robbie Hucker \| Team Ukyo \| + 1 min 21 s \| \| \| 8.º \| Dylan Sunderland \| Bennelong-SwissWellness-Cervélo \| + 1 min 21 s \| \| \| 9.º \| Benjamín Prades \| Team Ukyo \| + 1 min 24 s \| \| \| 10.º \| Hideto Nakane \| Nippo-Vini Fantini-Europa Ovini \| + 1 min 27 s \| \| |                    |                                 |                  |
| |                    |                                 |                  |
| Fuente: ProCyclingStats |                    |                                 |                  |
| Clasificación general |                    |                                 |                  |
| Ciclista | Ciclista           | Equipo                          | Tiempo           |
| 1.º | Thomas Lebas       | Kinan Cycling Team              | 12 h 42 min 16 s |
| 2.º | Grega Bole         | Bahrain-Merida                  | + 1 min 01 s     |
| 3.º | Marco Canola       | Nippo-Vini Fantini-Europa Ovini | + 1 min 04 s     |
| 4.º | Camilo Castiblanco | Illuminate                      | + 1 min 06 s     |
| 5.º | Ian Bibby          | JLT Condor                      | + 1 min 09 s     |
| 6.º | Sam Crome          | Bennelong-SwissWellness-Cervélo | + 1 min 18 s     |
| 7.º | Robbie Hucker      | Team Ukyo                       | + 1 min 21 s     |
| 8.º | Dylan Sunderland   | Bennelong-SwissWellness-Cervélo | + 1 min 21 s     |
| 9.º | Benjamín Prades    | Team Ukyo                       | + 1 min 24 s     |
| 10.º | Hideto Nakane      | Nippo-Vini Fantini-Europa Ovini | + 1 min 27 s     |

### 5.ª etapa
| Fuji - Monte Fuji | etapa de montaña | (32,9 km) |

| \| Clasificación de la etapa \| Clasificación de la etapa \| Clasificación de la etapa \| Clasificación de la etapa \| Clasificación de la etapa \| \| Ciclista \| Ciclista \| Equipo \| Tiempo \| \| \| ------------------------- \| ------------------------- \| ------------------------------- \| ------------------------- \| ------------------------- \| \| 1.º \| Marcos García \| Kinan Cycling Team \| 1 h 19 min 19 s \| \| \| 2.º \| Hermann Pernsteiner \| Bahrain-Merida \| + 28 s \| \| \| 3.º \| Chris Harper \| Bennelong-SwissWellness-Cervélo \| + 1 min 48 s \| \| \| 4.º \| José Manuel Díaz Gallego \| Israel Cycling Academy \| + 2 min 00 s \| \| \| 5.º \| Benjamín Prades \| Team Ukyo \| + 2 min 04 s \| \| \| 6.º \| José Toribio Alcolea \| Matrix Powertag \| + 2 min 04 s \| \| \| 7.º \| Salvador Guardiola \| Kinan Cycling Team \| + 2 min 04 s \| \| \| 8.º \| Sam Crome \| Bennelong-SwissWellness-Cervélo \| + 2 min 04 s \| \| \| 9.º \| Cameron Piper \| Illuminate \| + 2 min 11 s \| \| \| 10.º \| Thomas Lebas \| Kinan Cycling Team \| + 2 min 13 s \| \| |                          |                                 |                 |
| |                          |                                 |                 |
| Fuente: ProCyclingStats |                          |                                 |                 |
| Clasificación de la etapa |                          |                                 |                 |
| Ciclista | Ciclista                 | Equipo                          | Tiempo          |
| 1.º | Marcos García            | Kinan Cycling Team              | 1 h 19 min 19 s |
| 2.º | Hermann Pernsteiner      | Bahrain-Merida                  | + 28 s          |
| 3.º | Chris Harper             | Bennelong-SwissWellness-Cervélo | + 1 min 48 s    |
| 4.º | José Manuel Díaz Gallego | Israel Cycling Academy          | + 2 min 00 s    |
| 5.º | Benjamín Prades          | Team Ukyo                       | + 2 min 04 s    |
| 6.º | José Toribio Alcolea     | Matrix Powertag                 | + 2 min 04 s    |
| 7.º | Salvador Guardiola       | Kinan Cycling Team              | + 2 min 04 s    |
| 8.º | Sam Crome                | Bennelong-SwissWellness-Cervélo | + 2 min 04 s    |
| 9.º | Cameron Piper            | Illuminate                      | + 2 min 11 s    |
| 10.º | Thomas Lebas             | Kinan Cycling Team              | + 2 min 13 s    |

| \| Clasificación general \| Clasificación general \| Clasificación general \| Clasificación general \| Clasificación general \| \| Ciclista \| Ciclista \| Equipo \| Tiempo \| \| \| --------------------- \| --------------------- \| ------------------------------- \| --------------------- \| --------------------- \| \| 1.º \| Marcos García \| Kinan Cycling Team \| 14 h 03 min 02 s \| \| \| 2.º \| Hermann Pernsteiner \| Bahrain-Merida \| + 35 s \| \| \| 3.º \| Thomas Lebas \| Kinan Cycling Team \| + 46 s \| \| \| 4.º \| Sam Crome \| Bennelong-SwissWellness-Cervélo \| + 1 min 55 s \| \| \| 5.º \| Benjamín Prades \| Team Ukyo \| + 2 min 01 s \| \| \| 6.º \| Salvador Guardiola \| Kinan Cycling Team \| + 2 min 07 s \| \| \| 7.º \| José Toribio Alcolea \| Matrix Powertag \| + 2 min 08 s \| \| \| 8.º \| Hideto Nakane \| Nippo-Vini Fantini-Europa Ovini \| + 2 min 47 s \| \| \| 9.º \| Chris Harper \| Bennelong-SwissWellness-Cervélo \| + 2 min 53 s \| \| \| 10.º \| Cameron Piper \| Illuminate \| + 3 min 14 s \| \| |                      |                                 |                  |
| |                      |                                 |                  |
| Fuente: ProCyclingStats |                      |                                 |                  |
| Clasificación general |                      |                                 |                  |
| Ciclista | Ciclista             | Equipo                          | Tiempo           |
| 1.º | Marcos García        | Kinan Cycling Team              | 14 h 03 min 02 s |
| 2.º | Hermann Pernsteiner  | Bahrain-Merida                  | + 35 s           |
| 3.º | Thomas Lebas         | Kinan Cycling Team              | + 46 s           |
| 4.º | Sam Crome            | Bennelong-SwissWellness-Cervélo | + 1 min 55 s     |
| 5.º | Benjamín Prades      | Team Ukyo                       | + 2 min 01 s     |
| 6.º | Salvador Guardiola   | Kinan Cycling Team              | + 2 min 07 s     |
| 7.º | José Toribio Alcolea | Matrix Powertag                 | + 2 min 08 s     |
| 8.º | Hideto Nakane        | Nippo-Vini Fantini-Europa Ovini | + 2 min 47 s     |
| 9.º | Chris Harper         | Bennelong-SwissWellness-Cervélo | + 2 min 53 s     |
| 10.º | Cameron Piper        | Illuminate                      | + 3 min 14 s     |

### 6.ª etapa
| Izu - Izu | etapa escarpada | (120,8 km) |

| \| Clasificación de la etapa \| Clasificación de la etapa \| Clasificación de la etapa \| Clasificación de la etapa \| Clasificación de la etapa \| \| Ciclista \| Ciclista \| Equipo \| Tiempo \| \| \| ------------------------- \| ------------------------- \| ------------------------------- \| ------------------------- \| ------------------------- \| \| 1.º \| Grega Bole \| Bahrain-Merida \| 3 h 29 min 53 s \| \| \| 2.º \| Chris Harper \| Bennelong-SwissWellness-Cervélo \| + 0 s \| \| \| 3.º \| Félix Barón \| Illuminate \| + 0 s \| \| \| 4.º \| Ben Perry \| Israel Cycling Academy \| + 1 min 18 s \| \| \| 5.º \| Benjamín Prades \| Team Ukyo \| + 1 min 18 s \| \| \| 6.º \| Hideto Nakane \| Nippo-Vini Fantini-Europa Ovini \| + 1 min 18 s \| \| \| 7.º \| Dylan Sunderland \| Bennelong-SwissWellness-Cervélo \| + 1 min 18 s \| \| \| 8.º \| Cameron Piper \| Illuminate \| + 1 min 18 s \| \| \| 9.º \| José Toribio Alcolea \| Matrix Powertag \| + 1 min 18 s \| \| \| 10.º \| Sam Crome \| Bennelong-SwissWellness-Cervélo \| + 1 min 18 s \| \| |                      |                                 |                 |
| |                      |                                 |                 |
| Fuente: ProCyclingStats |                      |                                 |                 |
| Clasificación de la etapa |                      |                                 |                 |
| Ciclista | Ciclista             | Equipo                          | Tiempo          |
| 1.º | Grega Bole           | Bahrain-Merida                  | 3 h 29 min 53 s |
| 2.º | Chris Harper         | Bennelong-SwissWellness-Cervélo | + 0 s           |
| 3.º | Félix Barón          | Illuminate                      | + 0 s           |
| 4.º | Ben Perry            | Israel Cycling Academy          | + 1 min 18 s    |
| 5.º | Benjamín Prades      | Team Ukyo                       | + 1 min 18 s    |
| 6.º | Hideto Nakane        | Nippo-Vini Fantini-Europa Ovini | + 1 min 18 s    |
| 7.º | Dylan Sunderland     | Bennelong-SwissWellness-Cervélo | + 1 min 18 s    |
| 8.º | Cameron Piper        | Illuminate                      | + 1 min 18 s    |
| 9.º | José Toribio Alcolea | Matrix Powertag                 | + 1 min 18 s    |
| 10.º | Sam Crome            | Bennelong-SwissWellness-Cervélo | + 1 min 18 s    |

| \| Clasificación general \| Clasificación general \| Clasificación general \| Clasificación general \| Clasificación general \| \| Ciclista \| Ciclista \| Equipo \| Tiempo \| \| \| --------------------- \| --------------------- \| ------------------------------- \| --------------------- \| --------------------- \| \| 1.º \| Marcos García \| Kinan Cycling Team \| 17 h 34 min 13 s \| \| \| 2.º \| Hermann Pernsteiner \| Bahrain-Merida \| + 35 s \| \| \| 3.º \| Thomas Lebas \| Kinan Cycling Team \| + 53 s \| \| \| 4.º \| Chris Harper \| Bennelong-SwissWellness-Cervélo \| + 1 min 27 s \| \| \| 5.º \| Grega Bole \| Bahrain-Merida \| + 1 min 40 s \| \| \| 6.º \| Sam Crome \| Bennelong-SwissWellness-Cervélo \| + 1 min 55 s \| \| \| 7.º \| Benjamín Prades \| Team Ukyo \| + 2 min 01 s \| \| \| 8.º \| José Toribio Alcolea \| Matrix Powertag \| + 2 min 08 s \| \| \| 9.º \| Hideto Nakane \| Nippo-Vini Fantini-Europa Ovini \| + 2 min 47 s \| \| \| 10.º \| Cameron Piper \| Illuminate \| + 3 min 14 s \| \| |                      |                                 |                  |
| |                      |                                 |                  |
| Fuente: ProCyclingStats |                      |                                 |                  |
| Clasificación general |                      |                                 |                  |
| Ciclista | Ciclista             | Equipo                          | Tiempo           |
| 1.º | Marcos García        | Kinan Cycling Team              | 17 h 34 min 13 s |
| 2.º | Hermann Pernsteiner  | Bahrain-Merida                  | + 35 s           |
| 3.º | Thomas Lebas         | Kinan Cycling Team              | + 53 s           |
| 4.º | Chris Harper         | Bennelong-SwissWellness-Cervélo | + 1 min 27 s     |
| 5.º | Grega Bole           | Bahrain-Merida                  | + 1 min 40 s     |
| 6.º | Sam Crome            | Bennelong-SwissWellness-Cervélo | + 1 min 55 s     |
| 7.º | Benjamín Prades      | Team Ukyo                       | + 2 min 01 s     |
| 8.º | José Toribio Alcolea | Matrix Powertag                 | + 2 min 08 s     |
| 9.º | Hideto Nakane        | Nippo-Vini Fantini-Europa Ovini | + 2 min 47 s     |
| 10.º | Cameron Piper        | Illuminate                      | + 3 min 14 s     |

### 7.ª etapa
| Hibiya - Tokio | etapa llana | (112,7 km) |

| \| Clasificación de la etapa \| Clasificación de la etapa \| Clasificación de la etapa \| Clasificación de la etapa \| Clasificación de la etapa \| \| Ciclista \| Ciclista \| Equipo \| Tiempo \| \| \| ------------------------- \| ------------------------- \| ------------------------------- \| ------------------------- \| ------------------------- \| \| 1.º \| Martin Laas \| Illuminate \| 2 h 23 min 12 s \| \| \| 2.º \| Anthony Giacoppo \| Bennelong-SwissWellness-Cervélo \| + 0 s \| \| \| 3.º \| Airán Fernández \| Matrix Powertag \| + 0 s \| \| \| 4.º \| Shiki Kuroeda \| Aisan Racing Team \| + 0 s \| \| \| 5.º \| Marco Canola \| Nippo-Vini Fantini-Europa Ovini \| + 0 s \| \| \| 6.º \| Hayato Okamoto \| Aisan Racing Team \| + 0 s \| \| \| 7.º \| Hideto Nakane \| Nippo-Vini Fantini-Europa Ovini \| + 0 s \| \| \| 8.º \| Ken Nakagawa \| Japón \| + 0 s \| \| \| 9.º \| Oliver Wood \| JLT Condor \| + 0 s \| \| |                  |                                 |                 |
| |                  |                                 |                 |
| Fuente: ProCyclingStats |                  |                                 |                 |
| Clasificación de la etapa |                  |                                 |                 |
| Ciclista | Ciclista         | Equipo                          | Tiempo          |
| 1.º | Martin Laas      | Illuminate                      | 2 h 23 min 12 s |
| 2.º | Anthony Giacoppo | Bennelong-SwissWellness-Cervélo | + 0 s           |
| 3.º | Airán Fernández  | Matrix Powertag                 | + 0 s           |
| 4.º | Shiki Kuroeda    | Aisan Racing Team               | + 0 s           |
| 5.º | Marco Canola     | Nippo-Vini Fantini-Europa Ovini | + 0 s           |
| 6.º | Hayato Okamoto   | Aisan Racing Team               | + 0 s           |
| 7.º | Hideto Nakane    | Nippo-Vini Fantini-Europa Ovini | + 0 s           |
| 8.º | Ken Nakagawa     | Japón                           | + 0 s           |
| 9.º | Oliver Wood      | JLT Condor                      | + 0 s           |

## Clasificaciones finales
Las clasificaciones finalizaron de la siguiente forma:

### Clasificación general
| \| Clasificación general \| Clasificación general \| Clasificación general \| Clasificación general \| Clasificación general \| \| Ciclista \| Ciclista \| Equipo \| Tiempo \| \| \| --------------------- \| --------------------- \| ------------------------------- \| --------------------- \| --------------------- \| \| 1.º \| Marcos García \| Kinan Cycling Team \| 19 h 57 min 25 s \| \| \| 2.º \| Hermann Pernsteiner \| Bahrain-Merida \| + 35 s \| \| \| 3.º \| Thomas Lebas \| Kinan Cycling Team \| + 53 s \| \| \| 4.º \| Chris Harper \| Bennelong-SwissWellness-Cervélo \| + 1 min 27 s \| \| \| 5.º \| Grega Bole \| Bahrain-Merida \| + 1 min 40 s \| \| \| 6.º \| Sam Crome \| Bennelong-SwissWellness-Cervélo \| + 1 min 55 s \| \| \| 7.º \| Benjamín Prades \| Team Ukyo \| + 2 min 01 s \| \| \| 8.º \| José Toribio Alcolea \| Matrix Powertag \| + 2 min 08 s \| \| \| 9.º \| Hideto Nakane \| Nippo-Vini Fantini-Europa Ovini \| + 2 min 47 s \| \| \| 10.º \| Cameron Piper \| Illuminate \| + 3 min 14 s \| \| |                      |                                 |                  |
| |                      |                                 |                  |
| |                      |                                 |                  |
| Clasificación general |                      |                                 |                  |
| Ciclista | Ciclista             | Equipo                          | Tiempo           |
| 1.º | Marcos García        | Kinan Cycling Team              | 19 h 57 min 25 s |
| 2.º | Hermann Pernsteiner  | Bahrain-Merida                  | + 35 s           |
| 3.º | Thomas Lebas         | Kinan Cycling Team              | + 53 s           |
| 4.º | Chris Harper         | Bennelong-SwissWellness-Cervélo | + 1 min 27 s     |
| 5.º | Grega Bole           | Bahrain-Merida                  | + 1 min 40 s     |
| 6.º | Sam Crome            | Bennelong-SwissWellness-Cervélo | + 1 min 55 s     |
| 7.º | Benjamín Prades      | Team Ukyo                       | + 2 min 01 s     |
| 8.º | José Toribio Alcolea | Matrix Powertag                 | + 2 min 08 s     |
| 9.º | Hideto Nakane        | Nippo-Vini Fantini-Europa Ovini | + 2 min 47 s     |
| 10.º | Cameron Piper        | Illuminate                      | + 3 min 14 s     |

### Clasificación por puntos
| Clasificación por puntos | Clasificación por puntos | Clasificación por puntos        | Clasificación por puntos | Clasificación por puntos |
| Ciclista                 | Ciclista                 | Equipo                          | Puntos                   |                          |
| ------------------------ | ------------------------ | ------------------------------- | ------------------------ | ------------------------ |
| 1.º                      | Grega Bole               | Bahrain-Merida                  | 110 pts                  |                          |
| 2.º                      | Marco Canola             | Nippo-Vini Fantini-Europa Ovini | 83 pts                   |                          |
| 3.º                      | Mihkel Räim              | Israel Cycling Academy          | 50 pts                   |                          |
| 4.º                      | Thomas Lebas             | Kinan Cycling Team              | 41 pts                   |                          |
| 5.º                      | Martin Laas              | Illuminate                      | 41 pts                   |                          |
| 6.º                      | Raymond Kreder           | Team Ukyo                       | 39 pts                   |                          |
| 7.º                      | Kazushige Kuboki         | Bridgestone                     | 36 pts                   |                          |
| 8.º                      | Hideto Nakane            | Nippo-Vini Fantini-Europa Ovini | 32 pts                   |                          |
| 9.º                      | Oliver Wood              | JLT Condor                      | 32 pts                   |                          |
| 10.º                     | Anthony Giacoppo         | Bennelong-SwissWellness-Cervélo | 31 pts                   |                          |

### Clasificación de la montaña
| Clasificación de la montaña | Clasificación de la montaña | Clasificación de la montaña     | Clasificación de la montaña | Clasificación de la montaña |
| Ciclista                    | Ciclista                    | Equipo                          | Puntos                      |                             |
| --------------------------- | --------------------------- | ------------------------------- | --------------------------- | --------------------------- |
| 1.º                         | Yuzuru Suzuki               | Utsunomiya Blitzen              | 24 pts                      |                             |
| 2.º                         | Yuma Koishi                 | Team Ukyo                       | 16 pts                      |                             |
| 3.º                         | Félix Barón                 | Illuminate                      | 16 pts                      |                             |
| 4.º                         | Marcos García               | Kinan Cycling Team              | 15 pts                      |                             |
| 5.º                         | Keigo Kusaba                | Japón                           | 15 pts                      |                             |
| 6.º                         | Hermann Pernsteiner         | Bahrain-Merida                  | 12 pts                      |                             |
| 7.º                         | Keisuke Kimura              |                                 | 10 pts                      |                             |
| 8.º                         | Chris Harper                | Bennelong-SwissWellness-Cervélo | 10 pts                      |                             |
| 9.º                         | José Manuel Díaz Gallego    | Israel Cycling Academy          | 8 pts                       |                             |
| 10.º                        | Benjamín Prades             | Team Ukyo                       | 6 pts                       |                             |

### Clasificación del mejor joven
| Clasificación del mejor joven | Clasificación del mejor joven | Clasificación del mejor joven   | Clasificación del mejor joven | Clasificación del mejor joven |
| Ciclista                      | Ciclista                      | Equipo                          | Tiempo                        |                               |
| ----------------------------- | ----------------------------- | ------------------------------- | ----------------------------- | ----------------------------- |
| 1.º                           | Chris Harper                  | Bennelong-SwissWellness-Cervélo | 19 h 58 min 52 s              |                               |
| 2.º                           | Sam Crome                     | Bennelong-SwissWellness-Cervélo | + 28 s                        |                               |
| 3.º                           | José Manuel Díaz Gallego      | Israel Cycling Academy          | + 1 min 48 s                  |                               |
| 4.º                           | Dylan Sunderland              | Bennelong-SwissWellness-Cervélo | + 2 min 40 s                  |                               |
| 5.º                           | Edward Laverack               | JLT Condor                      | + 3 min 19 s                  |                               |
| 6.º                           | Ben Perry                     | Israel Cycling Academy          | + 8 min 05 s                  |                               |
| 7.º                           | Kota Yokoyama                 | Shimano Racing Team             | + 9 min 27 s                  |                               |
| 8.º                           | Takeaki Amezawa               | Utsunomiya Blitzen              | + 15 min 46 s                 |                               |
| 9.º                           | David Per                     | Bahrain-Merida                  | + 28 min 24 s                 |                               |
| 10.º                          | Hayato Okamoto                | Aisan Racing Team               | + 36 min 50 s                 |                               |

### Clasificación por equipos
| Clasificación por equipos | Clasificación por equipos       | Clasificación por equipos | Clasificación por equipos |
| Equipo                    | Equipo                          | Tiempo                    |                           |
| ------------------------- | ------------------------------- | ------------------------- | ------------------------- |
| 1.º                       | Kinan Cycling Team              | 59 h 58 min 13 s          |                           |
| 2.º                       | Bennelong-SwissWellness-Cervélo | + 45 s                    |                           |
| 3.º                       | Illuminate                      | + 4 min 09 s              |                           |
| 4.º                       | Nippo-Vini Fantini-Europa Ovini | + 8 min 36 s              |                           |
| 5.º                       | Bahrain-Merida                  | + 15 min 33 s             |                           |
| 6.º                       | Team Ukyo                       | + 23 min 10 s             |                           |
| 7.º                       | Israel Cycling Academy          | + 31 min 46 s             |                           |
| 8.º                       | Shimano Racing Team             | + 33 min 16 s             |                           |
| 9.º                       | JLT Condor                      | + 42 min 12 s             |                           |
| 10.º                      | Matrix Powertag                 | + 49 min 58 s             |                           |

## Evolución de las clasificaciones
| Etapa                   | Vencedor                | Clasificación general | Clasificación por puntos | Clasificación de la montaña | Clasificación de los jóvenes | Clasificación por equipos |
| ----------------------- | ----------------------- | --------------------- | ------------------------ | --------------------------- | ---------------------------- | ------------------------- |
| Prólogo                 | Ian Bibby               | Ian Bibby             | Ian Bibby                | no se entregó               | Oliver Wood                  | JLT Condor                |
| 1.ª                     | Takeaki Amezawa         | Grega Bole            | Takeaki Amezawa          | Keigo Kusaba                | Oliver Wood                  | JLT Condor                |
| 2.ª                     | Grega Bole              | Grega Bole            | Grega Bole               | Yuma Koishi                 | Sam Crome                    | Ukyo                      |
| 3.ª                     | Mihkel Räim             | Grega Bole            | Grega Bole               | Keigo Kusaba                | Mihkel Räim                  | Ukyo                      |
| 4.ª                     | Thomas Lebas            | Thomas Lebas          | Grega Bole               | Yuma Koishi                 | Sam Crome                    | Kinan                     |
| 5.ª                     | Marcos García           | Marcos García         | Grega Bole               | Yuma Koishi                 | Sam Crome                    | Kinan                     |
| 6.ª                     | Grega Bole              | Marcos García         | Grega Bole               | Yuzuru Suzuki               | Chris Harper                 | Kinan                     |
| 7.ª                     | Martin Laas             | Marcos García         | Grega Bole               | Yuzuru Suzuki               | Chris Harper                 | Kinan                     |
| Clasificaciones finales | Clasificaciones finales | Marcos García         | Grega Bole               | Yuzuru Suzuki               | Chris Harper                 | Kinan                     |

## UCI World Ranking
El Tour de Japón otorga puntos para el UCI Asia Tour 2018 y el UCI World Ranking, este último para corredores de los equipos en las categorías UCI ProTeam, Profesional Continental y Equipos Continentales. Las siguientes tablas muestran el baremo de puntuación y los 10 corredores que obtuvieron más puntos:
| Posición              | 1.º | 2.º | 3.º | 4.º | 5.º | 6.º | 7.º | 8.º | 9.º | 10.º | 11.º | 12.º | 13.º-15.º | 16.º-25.º |
| Clasificación general | 125 | 85  | 70  | 60  | 50  | 40  | 35  | 30  | 25  | 20   | 15   | 10   | 5         | 3         |
| Por etapa             | 14  | 5   | 3   |     |     |     |     |     |     |      |      |      |           |           |
| Líder                 | 3   |     |     |     |     |     |     |     |     |      |      |      |           |           |

| Clasificación | Clasificación        | Clasificación                   | Clasificación | Clasificación | Clasificación | Clasificación |
| Posición      | Ciclista             | Equipo                          | General       | Etapa         | Líder         | Total         |
| ------------- | -------------------- | ------------------------------- | ------------- | ------------- | ------------- | ------------- |
| 1.º           | Marcos García        | Kinan                           | 125           | 14            | 6             | 145           |
| 2.º           | Grega Bole           | Bahrain Merida                  | 50            | 33            | 9             | 92            |
| 3.º           | Hermann Pernsteiner  | Bahrain Merida                  | 85            | 5             | -             | 90            |
| 4.º           | Thomas Lebas         | Kinan                           | 70            | 14            | 3             | 87            |
| 5.º           | Chris Harper         | Bennelong SwissWellness         | 60            | 8             | -             | 68            |
| 6.º           | Sam Crome            | Bennelong SwissWellness         | 40            | -             | -             | 40            |
| 7.º           | Benjamín Prades      | Ukyo                            | 35            | -             | -             | 35            |
| 8.º           | José Vicente Toribio | Matrix-Powertag                 | 30            | -             | -             | 30            |
| 9.º           | Hideto Nakane        | Nippo-Vini Fantini-Europa Ovini | 25            | -             | -             | 25            |
| 10.º          | Cameron Piper        | Illuminate                      | 20            | -             | -             | 20            |